# Муральто
Муральто (итал. Muralto) — населённый пункт и коммуна в кантоне Тичино в Швейцарии.

## География

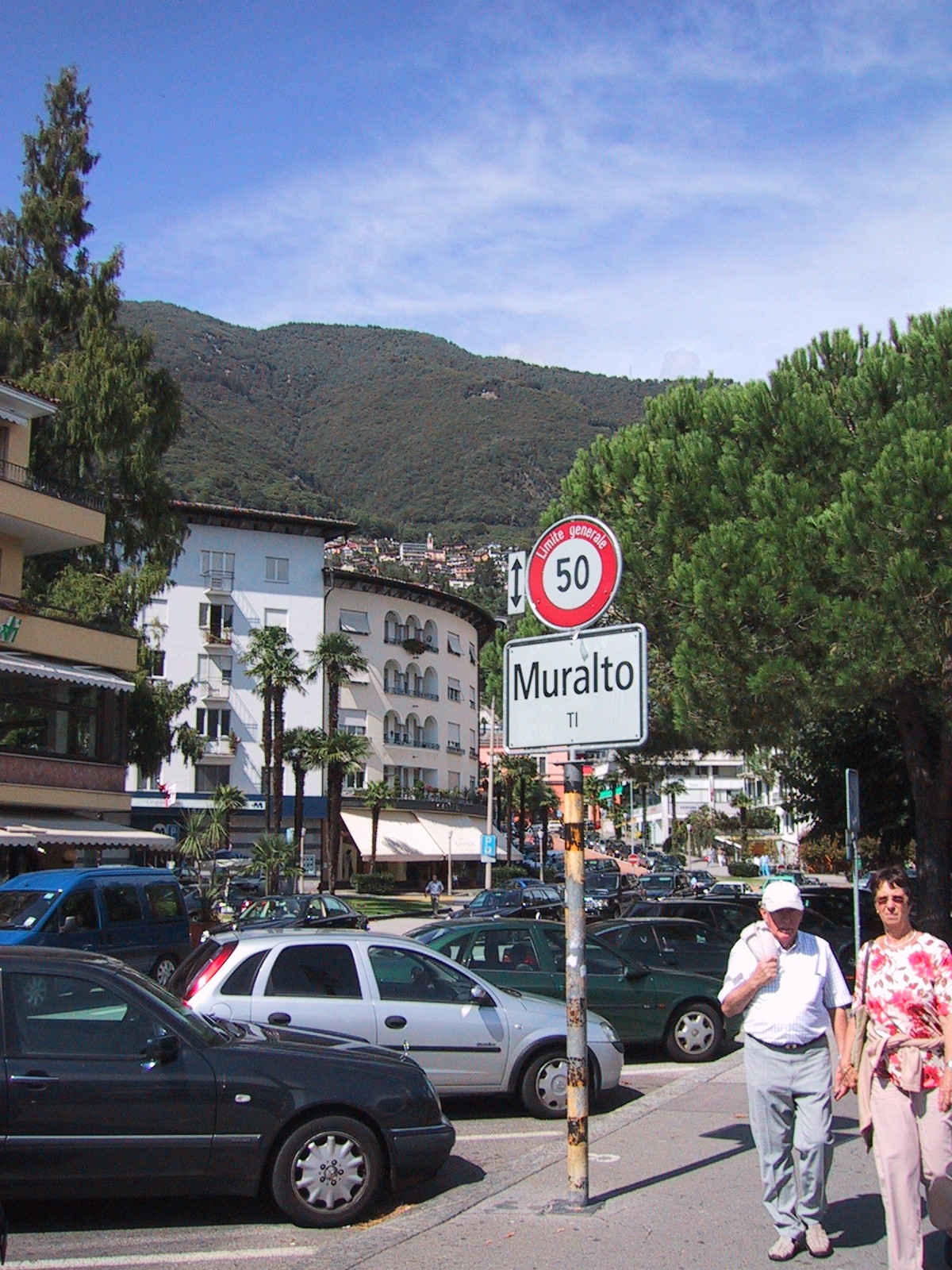

Коммуна Муральто находится на крайнем юго-востоке Швейцарии и административно входит в округ Локарно кантона Тичино. Городок лежит на берегу озера Лаго-Маджоре, на восточном краю дельты Маджо и в настоящее время «сросся» с соседним Локарно.
В Муральто находится железнодорожный вокзал Локарно, обслуживающий две линии — SBB в направлении Беллинцоны и узкоколейную ветку на Домодоссолу.

## Известные горожане
в Муральто длительное время жил и работал известный художник-сюрреалист Пауль Клее. Также здесь родился современный швейцарский живописец Диего Бьянкони. Здесь последние годы жизни провели химик-органик, лауреат Нобелевской премии Рихард Вильштеттер и известный неофрейдист и неомарксист Эрих Фромм.